# Euplax leptophthalmus
Euplax leptophthalmus is een krabbensoort. De wetenschappelijke naam van de soort is voor het eerst geldig gepubliceerd in 1852 door H. Milne Edwards.